# Venusia erutaria
Venusia erutaria là một loài bướm đêm trong họ Geometridae.